# 니시나카지마정
니시나카지마정(일본어: 西中島町)은 일본 오사카부 니시나리군에 설치되었던 정이다. 현재의 오사카시 히가시요도가와구, 요도가와구의 일부에 해당한다.